# دوپیکر

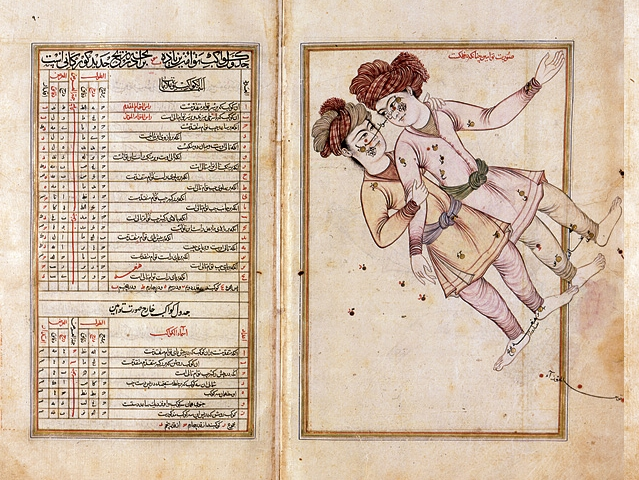
تشریح صورت فلکی دوپیکر در کتابی از دانشمند ایرانی، عبدالرحمان صوفی رازی.

صورت فلکی دوپیکر که با نام عربی جوزا یا توأمین هم نامیده می‌شود یکی از صورت‌های فلکی منطقةالبروج است و در شب‌های زمستان قابل مشاهده است. بین صورت‌های فلکی گاو از شرق، خرچنگ از غرب، ارابه‌ران  از شمال و سگ کوچک و تک‌شاخ از جنوب واقع شده‌است.
خوشه باز مسیه ۳۵ یا ان‌جی‌سی ۲۱۶۸ با فاصلهٔ ۲۸۰۰ سال نوری از زمین در این صورت فلکی قرار دارد.

## ستاره‌ها
به ترتیب روشنی:
- رأس پیکر پیشین (بتا دوپیکر)
- رأس پیکر پسین (آلفا دوپیکر)
- هنعه (گاما دوپیکر)
- پس‌پای (مو دوپیکر)
- مبسوطه (اپسیلون دوپیکر)
- پیش‌پای (اتا و ایوتا دوپیکر)
- زِرّ (خی دوپیکر)
- وسط‌السماء (دلتا دوپیکر)
- مقبوضه (زتا دوپیکر)